# غوردون روبرتس
غوردون روبرتس هو لاعب هوكي الجليد كندي، ولد في 5 سبتمبر 1891 في أوتاوا في كندا، وتوفي في 1 سبتمبر 1966 في أوكلاند في الولايات المتحدة.

## وصلات خارجية
- غوردون روبرتس على موقع EliteProspects.com (الإنجليزية)
- غوردون روبرتس على موقع Hockey-Reference.com (الإنجليزية)